# パウロ・セーザル・リマ
パウロ・セーザル（Paulo Cézar）ことパウロ・セーザル・リマ（Paulo Cézar Lima、1949年6月16日）は、ブラジル出身の元同国代表サッカー選手。

## 経歴
代表では、キャリアを通して57試合に出場した。これは、カルロス・アウベルトの53試合よりも多い数字である。FIFAワールドカップに1970年、1974年と続けて出場し、1970年大会ではスーパーサブとして、チームの優勝に貢献した。
ペレの引退後のブラジル代表では背番号10をつけ、ペレの後継者として活躍した。
1973年、西ドイツとの親善試合では、試合後ベッケンバウアーにユニフォームの交換を懇願したが「あっちへ行け」と拒絶された。